# Christopher Patte
 (février 2020).
Pour les articles homonymes, voir Patte (homonymie).
Christopher Patte, né le 29 mars 1990 à Londres, est un sportif de Haut Niveau en Équipe de France Olympique Militaire et Civile de Pentathlon Moderne.

## Biographie
Christopher Patte est un sportif de haut niveau en Équipe de France Militaire et Civile. Il est plusieurs fois médaillé aux championnats de France, Europes et Monde, une place de 17e en finale des Jeux Olympiques de Londres en 2012, vainqueur de la coupe des champions of champions au Qatar (2013), champion du monde par équipe (2013), champion du monde militaire par équipe (2018), vainqueur de la première étape de coupe du monde  (2019), 5e aux Jeux Mondiaux Militaires (2019).
Il est médaillé d'argent par équipes aux Championnats d'Europe de pentathlon moderne 2021 ainsi qu'aux Championnats d'Europe de pentathlon moderne 2022.
Il est sacré champion du monde par équipes lors des Championnats du monde de pentathlon moderne 2022 à Alexandrie.
Il est médaillé d'argent par équipes aux Jeux européens de 2023 à Cracovie.
Christopher Patte n'est pas sélectionné pour les Jeux Olympiques de Paris en 2024.

## Palmarès
| Discipline/Année                         | 2010 | 2011 | 2012 | 2013 | 2014 |
| ---------------------------------------- | ---- | ---- | ---- | ---- | ---- |
| Jeux olympiques Individuel               | -    | -    | 17e  | -    | -    |
| Championnats du monde seniors Individuel | -    | -    | 11e  | 9e   | -    |
| Championnats du monde seniors Équipe     | -    | -    | -    | 1er  | -    |
| Championnats du monde seniors Relais     | -    | -    | -    | 1er  | -    |
| Coupe du monde seniors Individuel        | -    | -    | -    | 1er  | -    |
| Championnats d'Europe seniors Individuel | -    | -    | -    | 5e   | -    |
| Championnats d'Europe seniors Équipe     | -    | -    | -    | 1er  | -    |
| Championnats d'Europe seniors Relais     | -    | -    | -    | 1er  | -    |